# California dreamin' (película)
California dreamin' (título original en rumano: California Dreamin' (nesfârșit)) es una película rumana dirigida y producida por Cristian Nemescu y protagonizada, entre otros, por Armand Assante, que obtuvo el premio Una cierta mirada en el Festival de Cannes 2007. Nemescu murió antes de que finalizase el montaje, razón por la cual se usa el término rumano Nesfârşit, "inacabada".

## Sinopsis
Verano de 1999: El conflicto de Kosovo parece dar sus últimos coletazos, pero la OTAN sigue interviniendo, haciendo llegar equipamiento y personal del ejército. Uno de esos cargamentos viaja en un tren capitaneado por el estadounidense Doug Jones y el sargento David McLean. El objetivo de la misión es atravesar Rumania para llegar a la frontera serbia, pero cuando paran en un pueblecito rumano, todo se complica. El corrupto jefe de estación está dispuesto a mostrar su desacuerdo ante lo que ve.

## Crítica
La película, mezcla de drama y comedia, ganó el premio "Una cierta mirada" en Cannes en 2007, lo que supuso un espaldarazo para su director, Cristian Nemescu, conocido hasta el momento en el circuito de cortometrajes. California dreamin' narra el intento de viaje de un tren de la OTAN hacia la guerra de Kosovo y el retraso que sufre por culpa de un jefe de estación rumano con fama de corrupto.
Armand Assante, actor de American Gangster, da vida al capitán Doug Jones, mientras que Jamie Elman (El precio de la verdad) es su mano derecha en la ficción. El reparto rumano está encabezado por Razvan Vasilescu, Maria Dinulescu y Alexandru Margineanu, intérpretes todos ellos con experiencia en el cine y la televisión de su país.